# Demon Diary
Demon Diary (korean. 마왕일기, Tagebuch eines Dämonenkönigs) ist ein Manhwa des koreanischen Zeichenduos KARA. Die Handlung des ersten Bandes stammt von Chiyung Lee, bei den übrigen Bänden von Yun-Hee Lee. Die Serie ist dem Sunjeong-Genre zuzuordnen (vergleichbar dem Shōjo-Genre bei japanischen Manga).

## Handlung
Der junge Raenef ist eine Waise und lebt bei einer Diebesgilde. In seiner Welt gibt es Dämonen und Dämonenlords. Eclipse ist ein Dämon, der früher dem Dämonenlord Raenef dem Vierten gedient hat. Dieser ist verstorben, daher muss Eclipse sich auf die Suche nach dessen Nachfolger machen und findet den kleinen, naiven Raenef, der beim Anblick schwarzer Magie in Ohnmacht fällt. Ab jetzt ist es Eclipses Aufgabe, diesen aufzuziehen und zu einem wahren Dämonenlord zu machen.

## Veröffentlichungen
Der Manhwa besteht aus sieben Bänden, die in Südkorea vom Sigongsa-Verlag veröffentlicht wurden.
Auf Deutsch erschien der Manhwa von 2004 bis 2005 bei Tokyopop. Der jeweilige Band kam nach dem Erscheinen stets in die Top 10 der deutschen Manga-Charts. Übersetzt wurde die Reihe von Mirja Maletzki, die auch einen Großteil aller anderen Manhwa-Übersetzungen in Deutschland gemacht hat. 2007 und 2008 erschienen bei Tokyopop die beiden Bände der „Demon Diary Complete Edition“. 
Weiterhin ist Demon Diary unter anderem auch in den USA, Großbritannien, Schweden, Dänemark und in Frankreich erschienen.